# Токката и фуга ре минор (BWV 565)
Токката и фуга ре минор, BWV 565 — произведение для органа Иоганна Себастьяна Баха, одно из наиболее популярных его сочинений. Типичная продолжительность исполнения композиции составляет 10 минут.
Чаще всего, когда говорится «Токката и фуга ре минор Баха», имеется в виду Токката и фуга BWV 565, но это не является достаточным определением данного произведения, так как Бах написал множество токкат и фуг для органа в разных тональностях, в том числе ре минор, например Токкату и фугу ре минор BWV 538.
Немецкие органные школы в конце XVII ― начале XVIII века делились на северогерманские (к ним относится, например, Дитрих Букстехуде) и южногерманские (например, Иоганн Пахельбель). «Токката и фуга ре минор» сочетает в себе стилистические черты обеих школ: из северогерманской, к примеру, взят stylus fantasticus. Однако многочисленные речитативные секции редко встречаются в произведениях северных композиторов и, возможно, Бах почерпнул вдохновение из пьес Иоганна Генриха Бутштетта (ученика Пахельбеля), таких, как Прелюдия и каприччио ре минор. Отрывок из фуги BWV 565 является точной копией фразы из ре-минорной фантазии Пахельбеля, однако в то время было обычным явлением создавать фуги на темы других композиторов.

## Происхождение

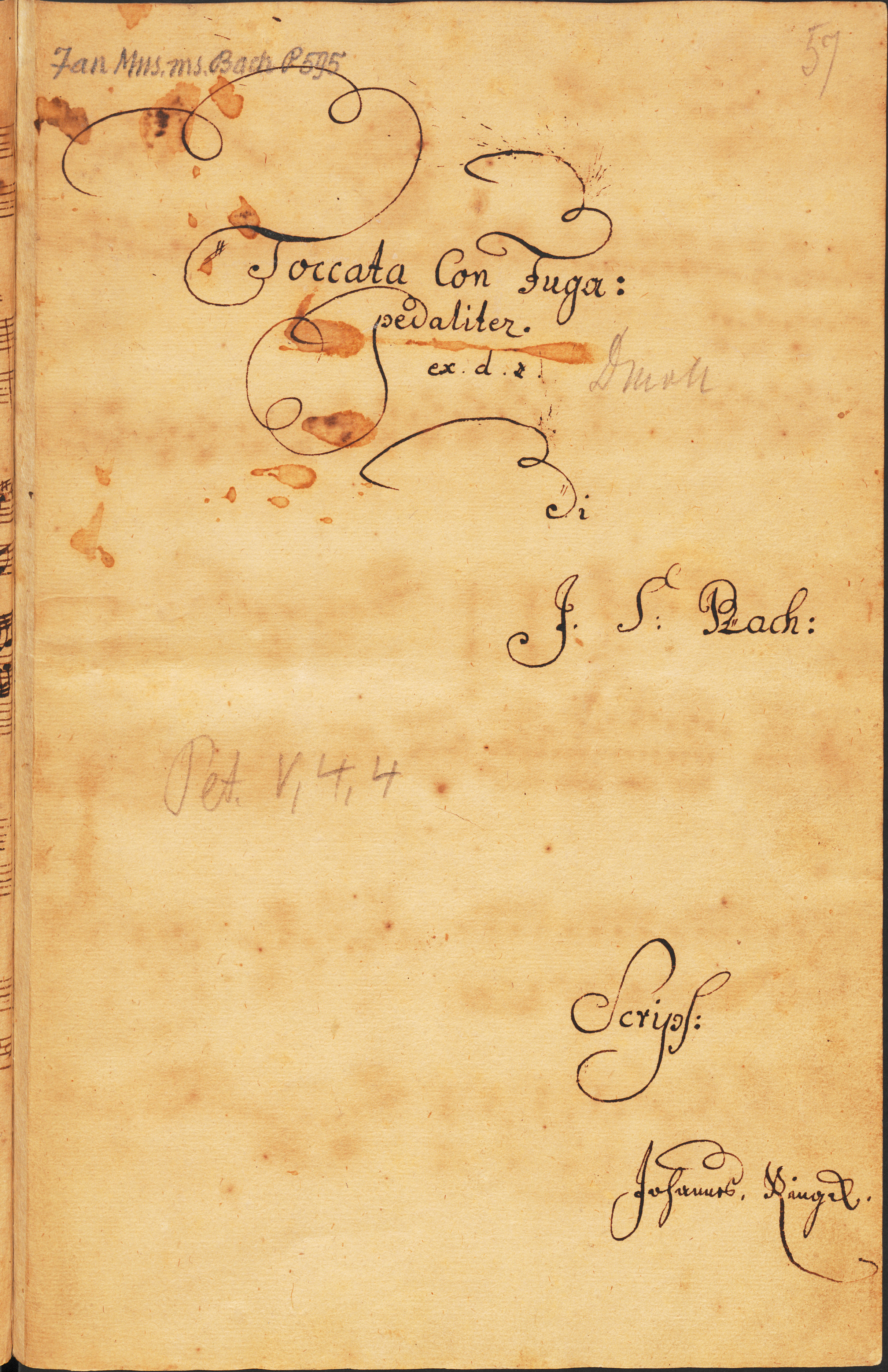
Титульная страница BWV 565 в рукописной копии Йоганнеса Рингка. В связи с тем, что автограф Баха был утерян, эта копия, по состоянию на 2012 год, является единственным близким по времени создания источником

Произведение предположительно написано Бахом во время его пребывания в Арнштадте в период между 1703 и 1707 г.
Особенностью этого малого полифонического цикла является непрерывность развития музыкального материала (без перерыва между токкатой и фугой). Размер произведения 4/4. Форма состоит из трёх частей: токкаты, фуги и коды. Последняя, перекликаясь с токкатой, образует тематическую арку.
Единственной сохранившейся рукописью «Токкаты и фуги» является копия Йоганнеса Рингка. Согласно описанию, предоставленному Берлинской государственной библиотекой, где хранится документ, и аналогичным библиографическим описаниям (например, в каталоге RISM), Рингк создал данную копию примерно между 1740 и 1760 годами. Также известно, что Рингк выпустил свою первую копию партитуры Баха в 1730 году, когда ему было 12 лет (эта рукопись сейчас не сохранилась). Дитрих Килиан, редактировавший партитуру BWV 565 для New Bach Edition, утверждает, что сохранившаяся копия произведения была сделана Рингком между 1730 и 1740 годами. В комментарии к пересмотренному изданию партитуры Breitkopf & Härtel Жан-Клод Цендер сузил время создания рукописи до первой половины 1730-х годов, основываясь на том, как изменялся почерк Рингка в течение его жизни.
На титульном листе рукописи Рингка написано название произведения на итальянском языке ― Toccata con Fuga, композитором точно назван Иоганн Себастьян Бах. Тональность пьесы указана как «ex. d. #.». Однако в рукописи Рингка на нотоносцах нет си-бемоля при ключе (т. е. знака тональности ре минор). В этом смысле у Рингка произведение написано в дорийском ладе, но в большинстве партитур BWV 565, в отличие от данной рукописи, при ключе стоит си-бемоль (это отличает пьесу от токкаты и фуги BWV 538).

### Рукопись Рингка

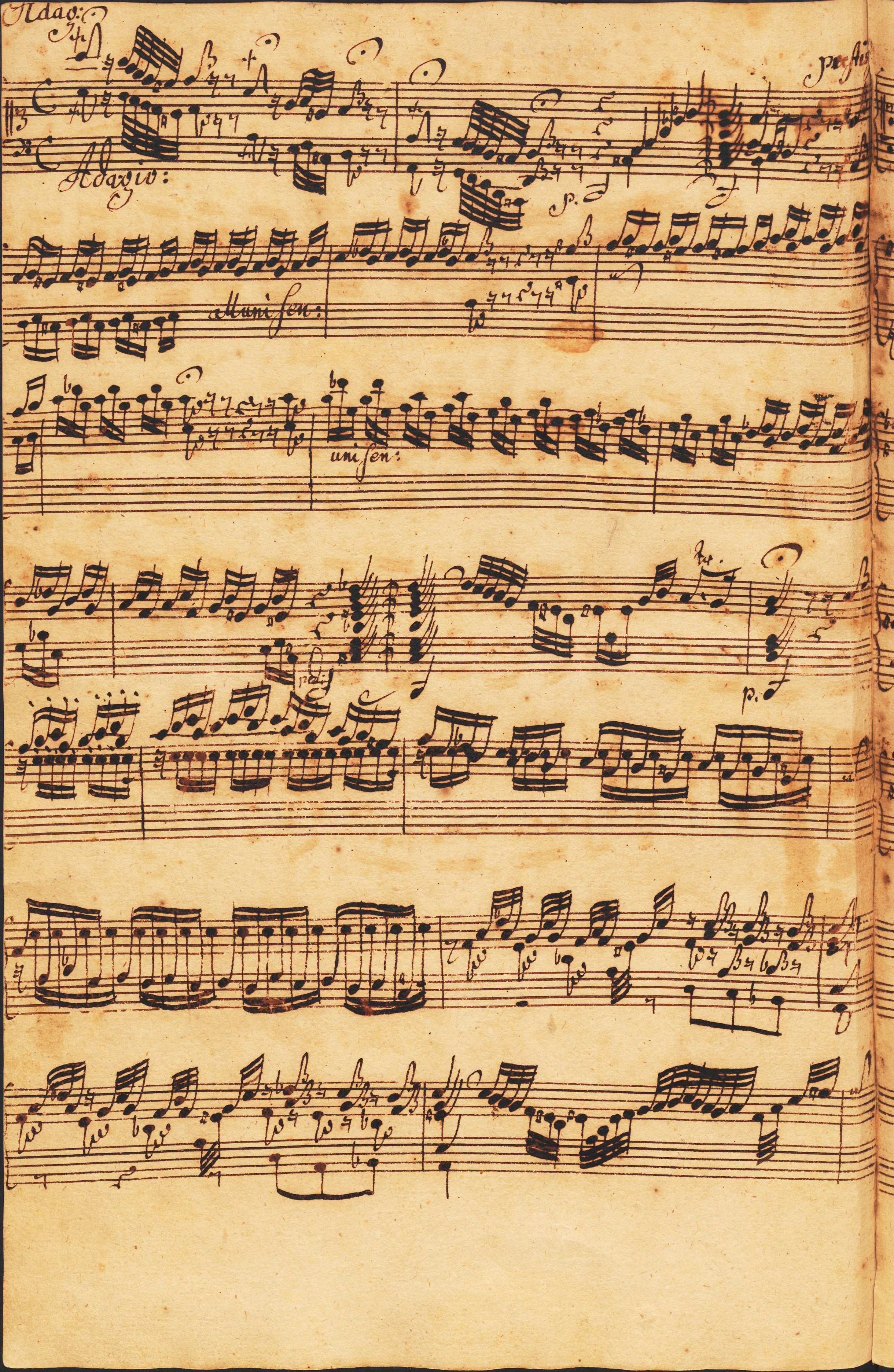
стр. 1
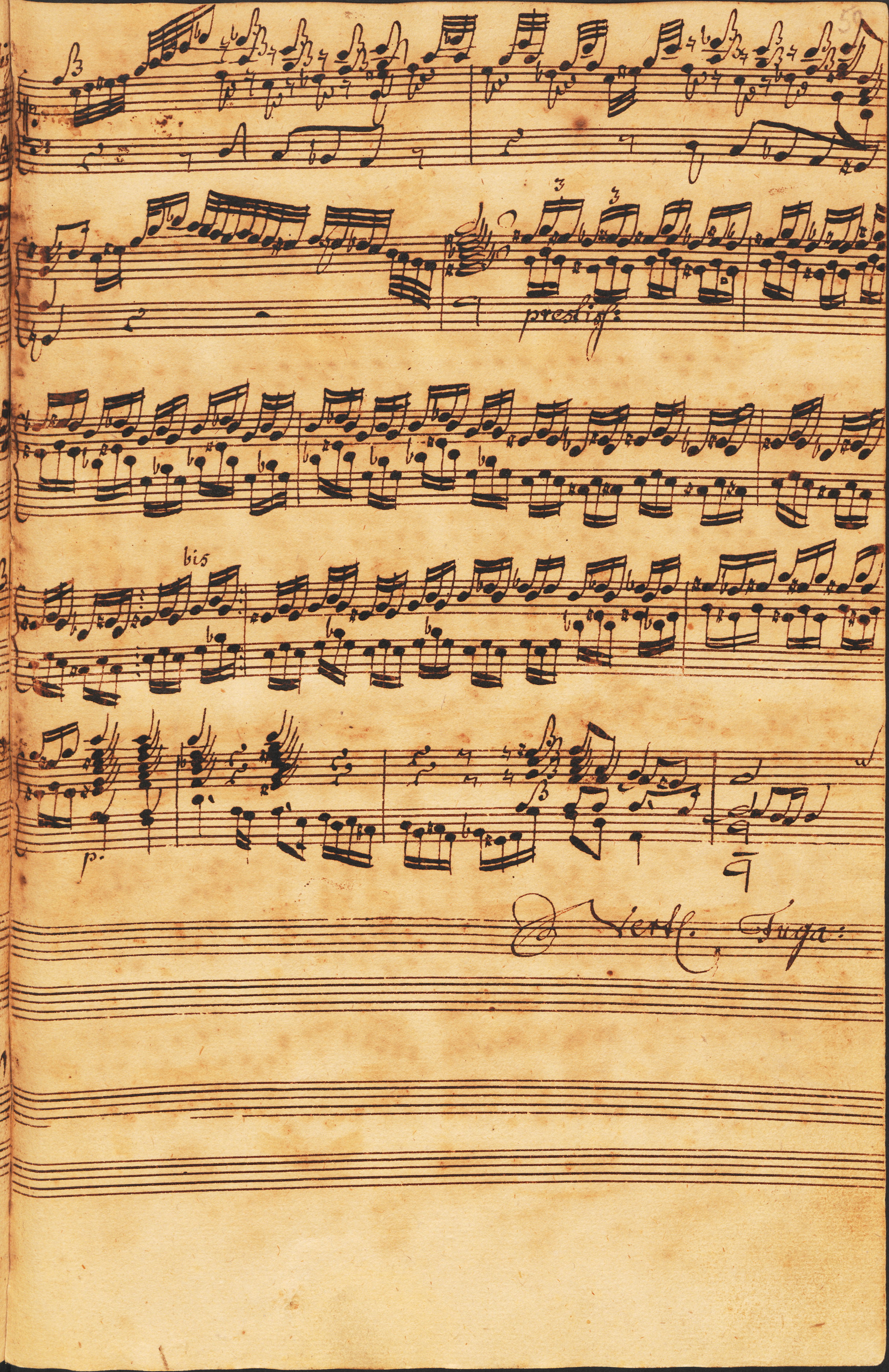
стр. 2
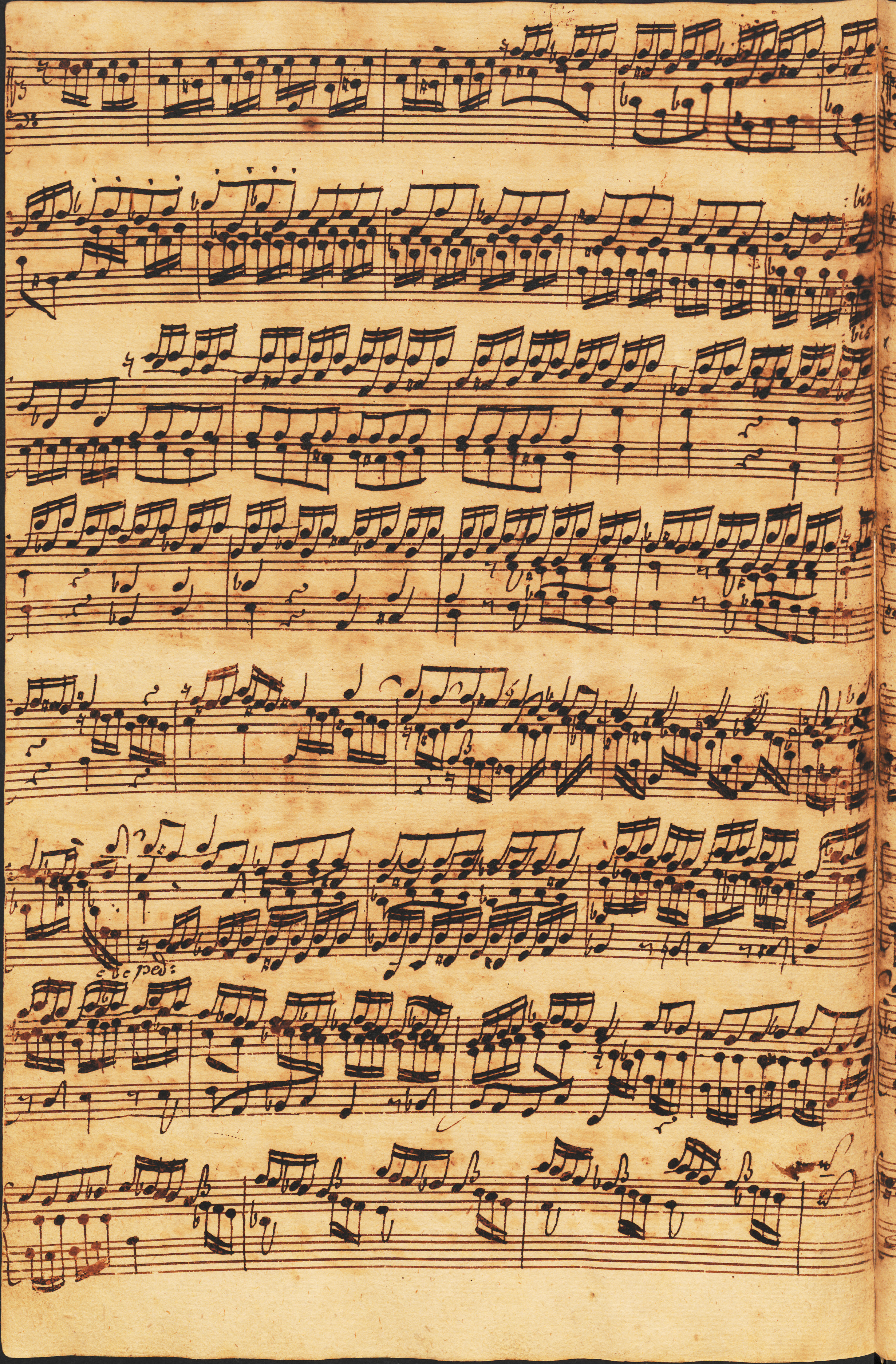
стр. 3

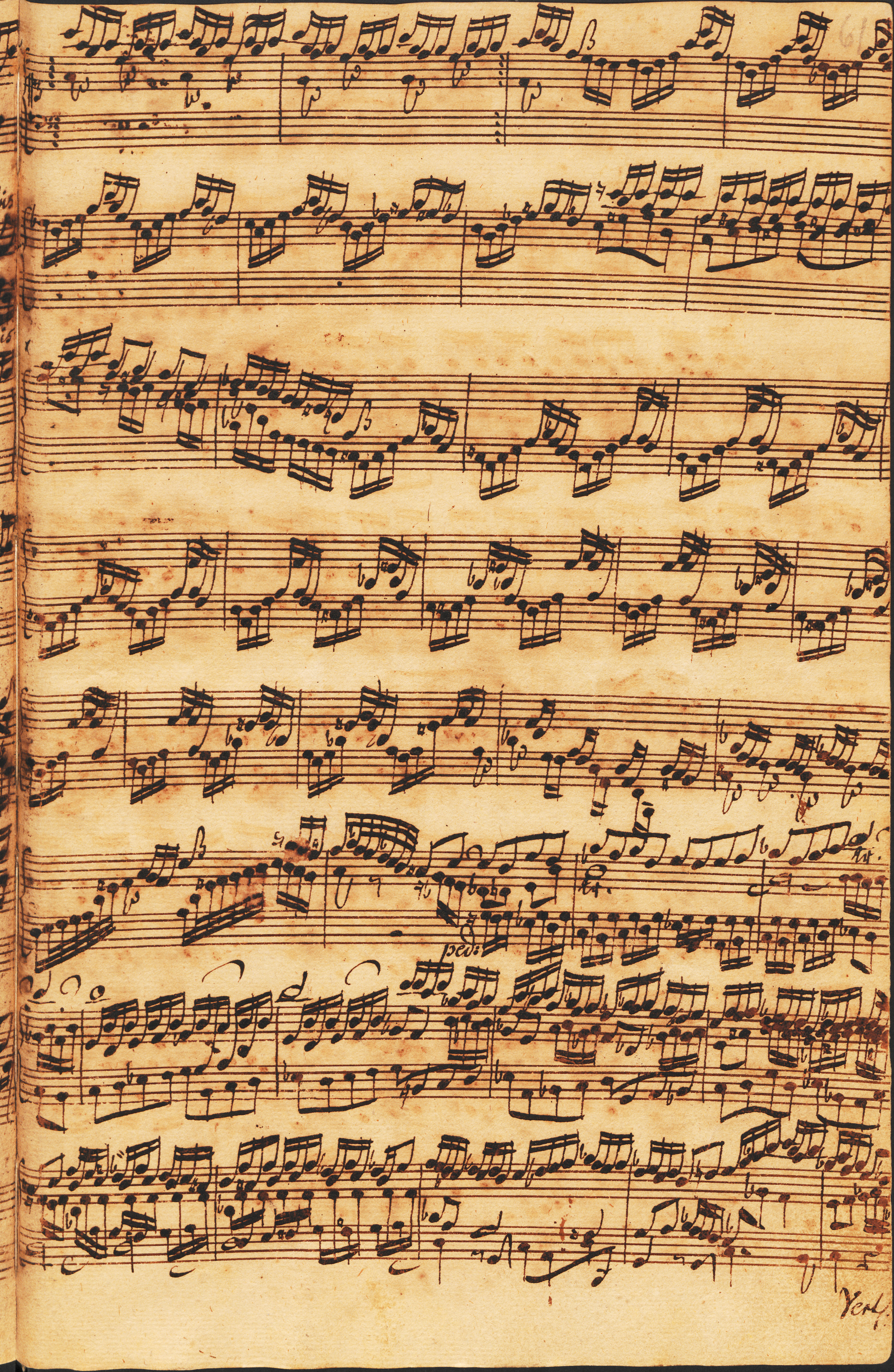
стр. 4
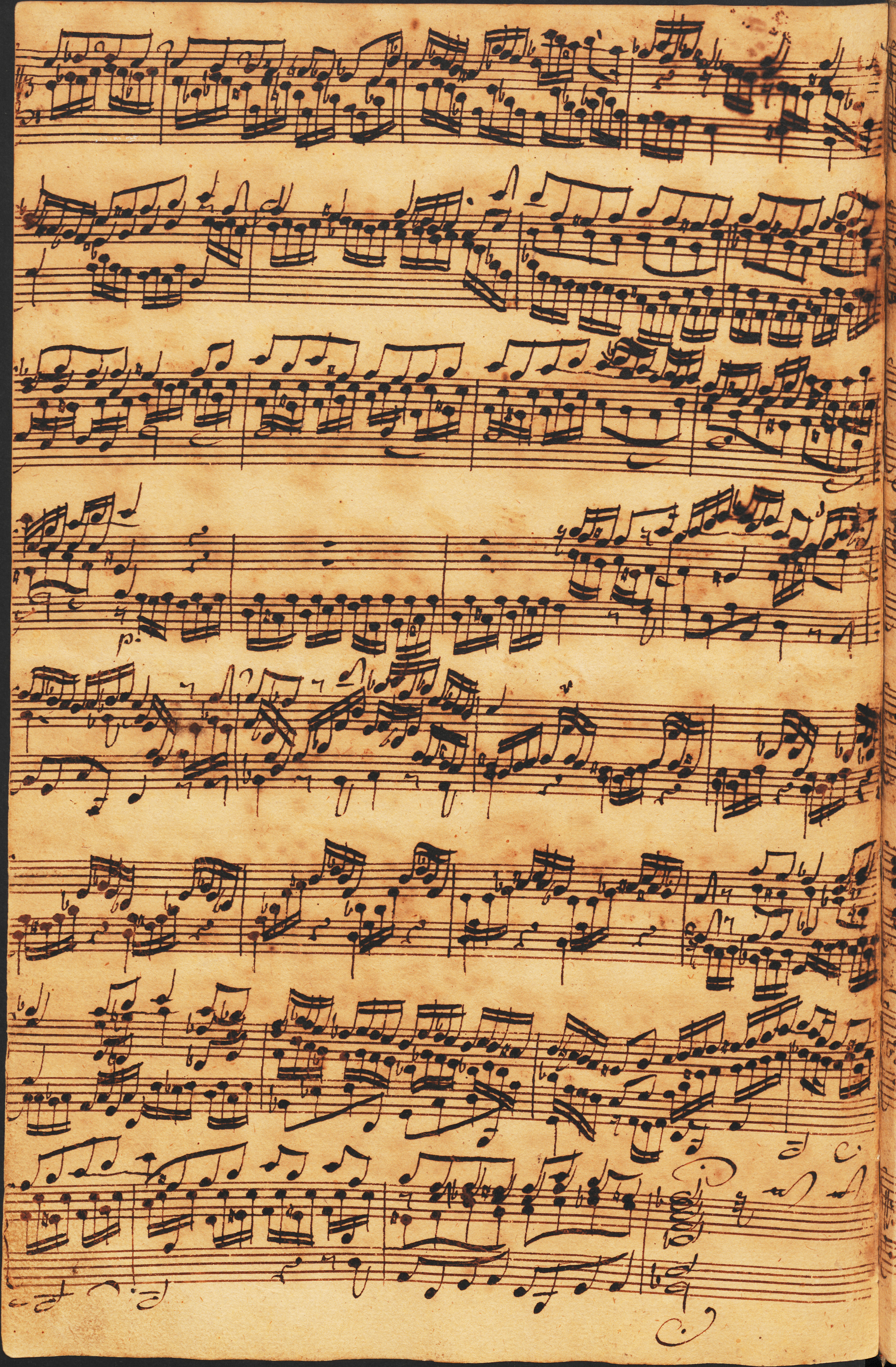
стр. 5
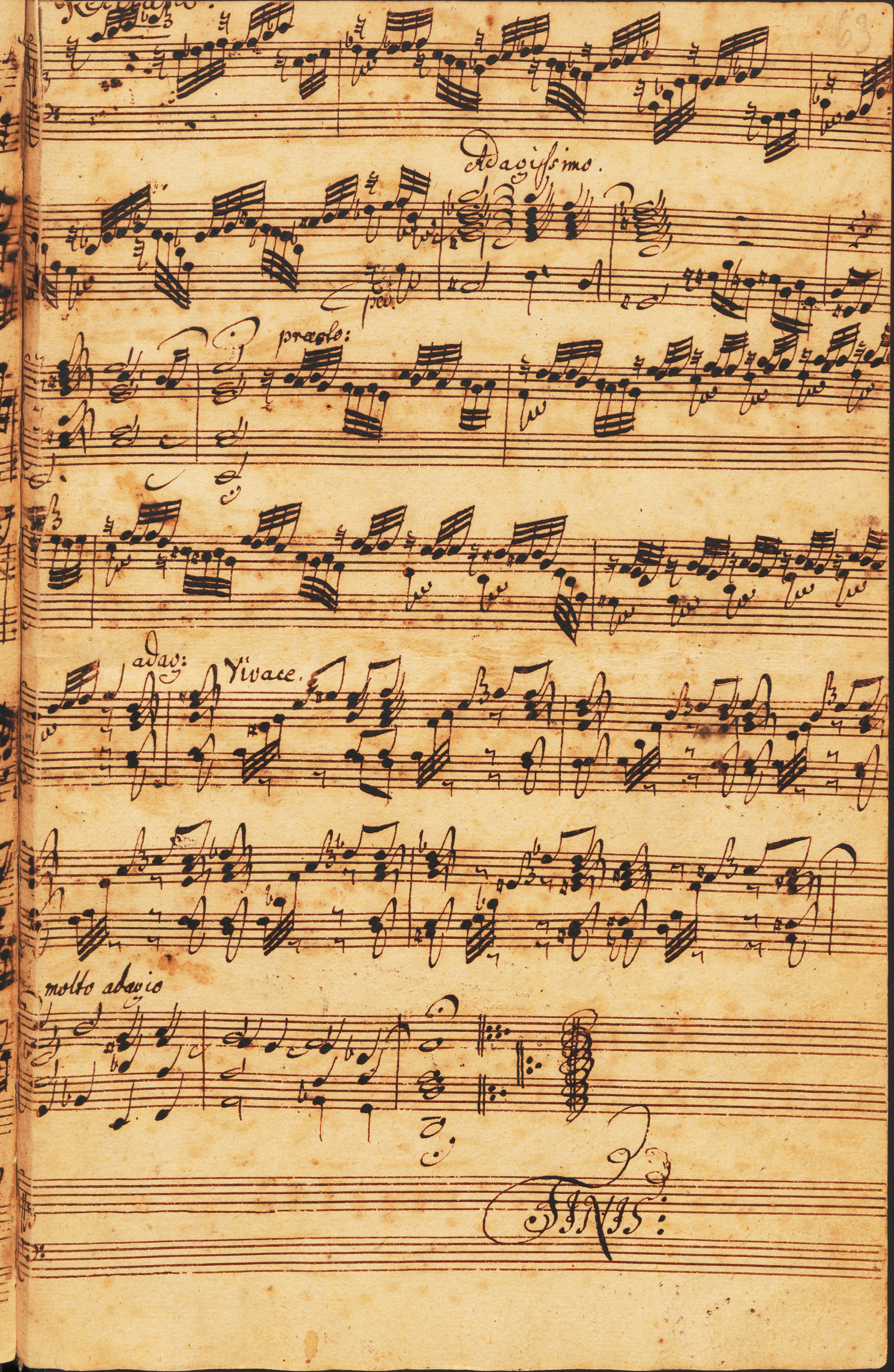
стр. 6

В рукописи Рингка нет отдельного нотоносца для педальной партии, что было обычным явлением в XVIII веке (ноты, которые нужно играть на педали, обозначались буквой «p»). Во всех более поздних печатных изданиях органной партитуры BWV 565 партия для педали пишется на отдельном стане. Также особенностью рукописи Рингка является то, что в ней верхний нотоносец записан с использованием сопранового ключа, тогда как в поздних печатных изданиях всегда пишется скрипичный ключ.

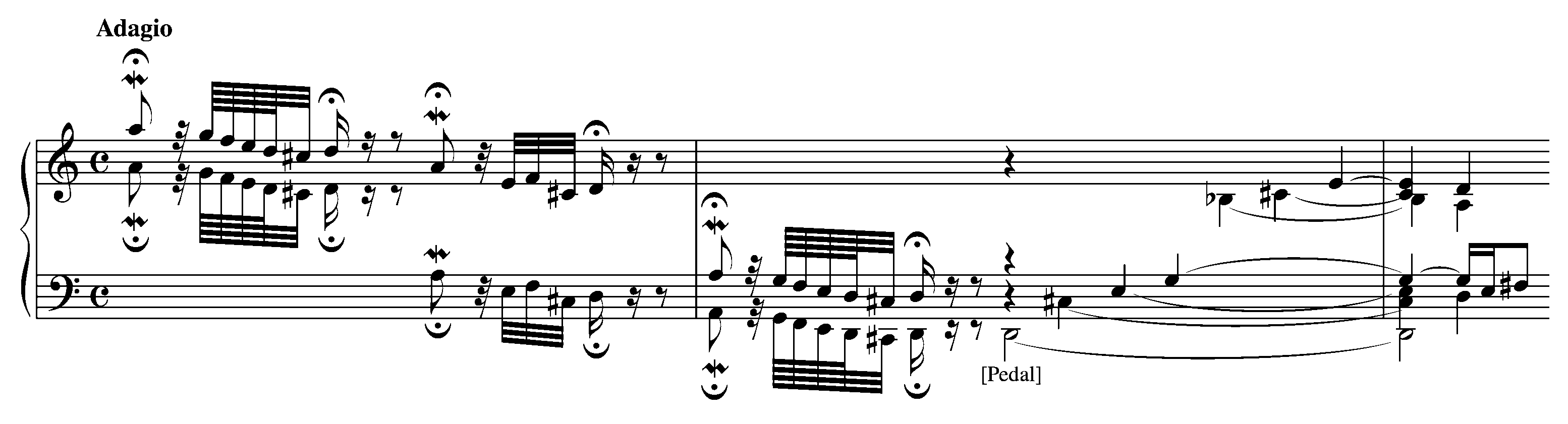
Нотация, аналогичная записи Рингка
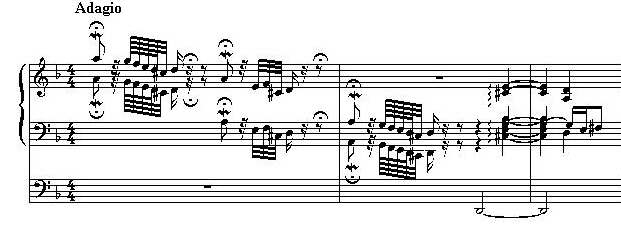
Современная запись начала токкаты

### Первое исполнение
Впервые «Токката и фуга» была публично исполнена 6 августа 1840 года в Лейпциге Феликсом Мендельсоном. Произведение было очень хорошо встречено критиками, в том числе Робертом Шуманом, который восхитился знаменитым началом токкаты. Ференц Лист сразу же включил это произведение в свой органный репертуар.

## Структура

### Токката
Токката начинается ярко выделяющимся мордентом, который повторяется октавой ниже. Наиболее запоминающейся гармонией в композиции является уменьшённый вводный септаккорд. Токката состоит из контрастных по темпу и фактуре эпизодов, оканчивающихся каденциями.
Начинаясь с allegro, токката заканчивается в темпе adagio на третьей ступени ре минора (фа), что добавляет незавершенность и дает понять, что это ещё не финал.

### Фугаи кода
Фуга является четырёхголосной.
Тема фуги написана в технике скрытой полифонии. Дальнейшее имитационное развитие произведения основано на мелодических фигурациях. Интермедия и средняя часть отклоняются в параллельную тональность фа мажор. Реприза, возвращающая произведение фуга в ре минор, начинается со стретты.
Кода представляет собой несколько импровизационных контрастных эпизодов (техника развития заимствована из токкаты). Всё сочинение завершается плагальной каденцией.

## Проблема авторства
Начиная с 1980-х гг. музыковеды оспаривают авторство сочинения (впервые Питер Уильямс в статье 1981 г., затем — в отдельной книге — Рольф-Дитрих Клаус). Музыкальный анализ выявляет элементы стиля, чрезвычайно нетипичные для Баха, либо вовсе не встречающиеся в его музыке:
1. Параллельные октавы в начале токкаты (в технике Баха не встречаются);
2. Субдоминантовый ответ в фуге (встречается у Баха очень редко);
3. Педальное проведение темы (фуги) без сопровождения в других голосах (не встречается больше нигде);
4. Продолжительная трель с 86 по 90 такт;
5. «Примитивная» гармония, особенно в противосложениях, где превалируют параллельные терции и сексты (очень редко у Баха);
6. В первом такте композиции присутствует до-диез ― нота, которую клавиатура органа во времена Баха имела очень редко и которую композитор почти никогда не использовал в своих органных сочинениях.

По мнению многих музыковедов, стиль «Токкаты и фуги» близок к галантному стилю конца XVIII века ― по этой причине композиция является слишком современной для молодого Баха или слишком простой для Баха средних лет. Питер Уильямс высказал два предположения по этому поводу:
- произведение изначально было сочинено для скрипки (что объясняет его простоту);
- позже оно было переписано для органа, не обязательно Бахом (что объясняет его современность).

Уильямс считает, что BWV 565 может быть транскрипцией утерянной скрипичной пьесы. Это мнение подтверждается тем фактом, что тема фуги и некоторые секции (например, такты 12–15) явно напоминают музыку для струнных. Также известно, что Бах как минимум дважды переписывал скрипичные сочинения для органа.

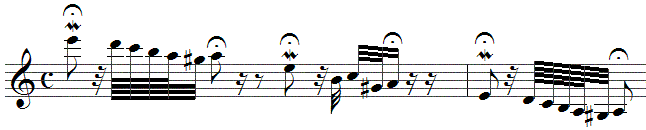
Начало токкаты, транспонированное в ля минор, удобно для исполнения на скрипке
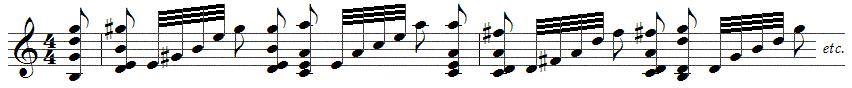
Характер написания данной секции напоминает пьесы для струнных

Один из наиболее авторитетных современных исследователей Баха Кристоф Вольф считает Токкату и фугу вполне аутентичным баховским сочинением, созданным в ранний период его творчества. Например, на аргумент стилевой чужеродности параллельных октав Вольф возражает, что, выписывая октаву, Бах таким образом компенсировал отсутствие 16-футового регистра на арнштадтском органе, для которого предназначалось сочинение. Тот факт, что копия сочинения происходит из окружения Иоганна Петера Кельнера (Johann Peter Kellner), по мнению Вольфа, говорит не против баховского авторства, а напротив, в его пользу, поскольку многие ранние его сочинения дошли до нас как раз в копиях, созданных переписчиками из этого окружения. Статистический анализ, проведенный музыковедом Питером ван Краненбургом в 2000-х годах, подтвердил, что произведение весьма нетипично для Баха, но пока не удалось найти композитора, который с большей вероятностью сочинил его, чем сам Бах.
В конце XX века Ганс Фагиус писал:
Факт остается фактом: токката поразительно современна, поскольку она была написана Бахом примерно в 1705 году. Однако почему бы такому гению, как Бах, в приподнятом настроении не создать это уникальное произведение, которое в некоторых отношениях опережает своё время на полвека?
Сочинение «Токката и фуга ре минор BWV 565» включено во все издания авторитетного каталога BWV (в издании Дюрра — Кобаяси — с необходимыми оговорками о проблеме авторства) и в (наиболее полное) новое издание сочинений Баха (Neue Bach-Ausgabe, известное как NBA).

## Переложения и аранжировки
- Существует множество переложений токкаты и фуги. В частности, для фортепиано, гитары, электрогитары, баяна, аккордеона, струнного, джазового оркестра и других исполнительских составов. Также известны аранжировки а капелла.
- Одной из самых популярных аранжировок токкаты и фуги стала аранжировка Поля Мориа. Данный вариант часто используется в качестве заставок и фоновой музыки в кино и на ТВ. Один из наиболее ярких примеров — российская телепередача «Человек и закон» (Первый канал).